# 1月10日
1月10日（いちがつとおか）は、グレゴリオ暦で年始から10日目に当たり、年末まであと355日（閏年では356日）ある。

## できごと
- 9年 - 王莽が新を建国、前漢が滅亡。
- 236年 - ファビアヌスがローマ教皇に即位。
- 1352年（観応2年12月23日） - 光厳上皇が三種の神器を南朝に渡す。
- 1723年（享保7年12月4日） - 小石川養生所が開設される。
- 1776年 - トマス・ペインの政治評論パンフレット『コモン・センス』が発行。アメリカ独立の機運を高める。
- 1833年 - フェリックス・メンデルスゾーンのカンタータ『最初のワルプルギスの夜』が初演。
- 1861年 - 南北戦争: フロリダ州がアメリカ合衆国から離脱。
- 1863年 - ロンドンのパディントン - ファリンドン間3.75マイル(6km)に、世界初の地下鉄・メトロポリタン鉄道が開業[1]。
- 1870年 - ジョン・ロックフェラーがスタンダード・オイルを設立。
- 1873年 - 日本で徴兵令が施行（以後、現役兵の入営日となる）。
- 1901年 - アメリカ・テキサス州スピンドルトップで大油田を発見[2]。
- 1913年 - チベット・モンゴル相互承認条約調印。
- 1920年 - ヴェルサイユ条約が発効。国際連盟が発足。
- 1922年 - アーサー・グリフィスがアイルランド自由国の国民議会（ドイル・エアラン）議長に就任。
- 1943年 - 兵庫県有馬温泉で火災、49棟（40戸）が焼失[3]。
- 1946年 - 第1回国際連合総会がロンドンで開幕。
- 1947年 - 国際連合安全保障理事会決議16が採択、トリエステ自由地域が承認される。
- 1949年 - アメリカのビクターが45回転レコード（ドーナツ盤）を開発・公開。
- 1954年 - コメット連続墜落事故: 英国海外航空781便墜落事故起こる。
- 1959年 - NHK教育テレビが放送開始。
- 1978年 - 平尾昌晃が畑中葉子とのデュエットで「カナダからの手紙」をリリース。
- 1979年 - ヘン・サムリン政権によるカンプチア人民共和国が成立。
- 1984年 - アメリカ合衆国とバチカンが117年ぶりに国交回復。
- 1985年 - グリコ・森永事件: 大阪府警が「キツネ目の男」の似顔絵を公開。
- 1990年 - 日本唯一の講談定席だった東京上野の本牧亭が閉場。
- 1998年 - 中国河北省北部でマグニチュード6.2の地震（張北－尚義地震）。死者50人、被災者54万人。
- 2000年 - 祝日法において、初めてハッピーマンデー制度が適用された。
- 2000年 - アメリカ・オンラインが米タイム・ワーナー買収を発表。
- 2000年 - 多摩都市モノレール線・立川北駅 - 多摩センター駅間が開業し、全線開業。
- 2019年 - レスリング女子選手で、119連勝を記録し、五輪3連覇を達成した吉田沙保里が、引退会見を開く[4]。
- 2021年 - 北陸地方に1月7日から記録的大雪が降り、福井県内の北陸自動車道で千台以上の車が立ち往生。自衛隊らが除雪作業にあたった[5]。
- 2023年 - MicrosoftのOSであるWindows8.1のセキュリティーアップデート終了。

## 誕生日
- 1480年 - マルガレーテ（マルグリット）、神聖ローマ皇帝マクシミリアン1世の娘（+ 1530年）
- 1573年 - シモン・マリウス、天文学者（+ 1624年）
- 1729年 - ラザロ・スパランツァーニ、博物学者（+ 1799年）
- 1745年 - イサーク・ティチング、外科医、学者、在日オランダ商館長（+ 1812年）
- 1747年 -アブラアン・ルイ・ブレゲ、時計職人
- 1769年 - ミシェル・ネイ、ナポレオン戦争期のフランス軍元帥（+ 1815年）
- 1770年 - シャルル・アンドレ・メルダ、軍人（+ 1812年）
- 1797年 - アネッテ・フォン・ドロステ＝ヒュルスホフ、作家 (+ 1848年)
- 1810年 - ジェレマイア・ブラック、第23代アメリカ合衆国国務長官（+ 1883年）
- 1820年（文政2年11月25日） - 安藤信正、老中、陸奥国磐城平藩第5代藩主（+ 1871年）
- 1831年（文政13年11月27日）- 牧野貞直、第8代笠間藩主（+ 1887年）
- 1835年（天保5年12月12日） - 福澤諭吉、思想家（+ 1901年）
- 1835年 - ハリー・ライト、プロ野球選手、監督（+ 1895年）
- 1848年（弘化4年12月5日） - 鳥尾小弥太、軍人、政治家（+ 1905年）
- 1853年 - ジョン・マーチン・シェバーリ、天文学者（+ 1924年）
- 1854年（嘉永6年12月12日） - 鈴木経勲、探検家、著述家、記者（+ 1938年）
- 1864年 - ピョートル・ニコラエヴィチ、ロシア帝国の皇族（+ 1931年）
- 1868年（慶応3年12月16日） - 尾崎紅葉、小説家（+ 1903年）
- 1869年（明治元年11月28日） - 月亭小文都、落語家（+ 1902年）
- 1873年 - 二木謙三、医師、細菌学者（+ 1966年）
- 1873年 - ジョージ・オートン、陸上競技選手（+ 1958年）
- 1873年 - チック・スタル、プロ野球選手（+ 1907年）
- 1878年 - 吉田良三、会計学者、東京商科大学（現一橋大学）名誉教授（+ 1944年）
- 1880年 - 瀬川直一、実業家、第二代日本海事検定協会会長（+ 1968年）
- 1883年 - アレクセイ・ニコラエヴィッチ・トルストイ、小説家（+ 1945年）
- 1884年 - 山村暮鳥、詩人、児童文学者（+ 1924年）
- 1886年 - 矢野庄太郎、政治家、第51代大蔵大臣（+ 1949年）
- 1891年 - 小野清一郎、法学者（+ 1986年）
- 1891年 - 辰野保、陸上競技選手、弁護士、政治家（+ 1938年）
- 1894年 - 石田茂作、考古学者（+ 1977年）
- 1901年 - 岩崎正三郎、社会運動家、政治家（+ 1983年）
- 1903年 - ジャン・モレル、指揮者（+ 1975年）
- 1903年 - 磯村英一、都市社会学の研究者（+ 1997年）
- 1907年 - 日守新一、俳優（+ 1959年）
- 1908年 - 伴淳三郎、喜劇俳優（+ 1981年）
- 1908年 - バーナード・リー、俳優（+ 1981年）
- 1913年 - 田中英光、小説家（+ 1949年）
- 1913年 - グスターフ・フサーク、チェコスロバキアの指導者（+ 1991年）
- 1915年 - 大橋史典、俳優、映画監督（+ 1989年）
- 1916年 - スネ・ベリストローム、生化学者（+ 2004年）
- 1917年 - ジェリー・ウェクスラー、音楽プロデューサー （+ 2008年）
- 1919年 - 照國萬藏、大相撲力士、第38代横綱（+ 1977年）
- 1919年 - 十勝岩豊、大相撲力士（+ 1979年）
- 1924年 - マックス・ローチ、ジャズミュージシャン（+ 2007年）
- 1926年 - 北村正利、天文学者（+ 2012年）
- 1926年 - 織井茂子、歌手（+ 1996年）
- 1926年 - いいだもも、作家、評論家（+ 2011年）
- 1926年 - 森亘、病理学者（+ 2012年）
- 1928年 - 森毅、数学者（+ 2010年）
- 1930年 - 野村萬、狂言師、人間国宝
- 1930年 - 三宅久之、政治評論家（+ 2012年）
- 1930年 - 山下耕作、映画監督（+ 1998年）
- 1931年 - 井上安雄、プロ野球選手（+ 2014年）
- 1932年 - 三代目三遊亭圓歌、落語家（+ 2017年）
- 1933年 - 田口計、俳優、声優
- 1933年 - 三善晃、作曲家（+ 2013年）
- 1933年 - 三原葉子、女優（+ 2013年）
- 1933年 - アントン・ロジャース、俳優（+ 2007年）
- 1934年 - 三迫仁志、元プロボクサー、三迫ボクシングジム創設者（+ 2019年）
- 1934年 - 松橋慶季、元プロ野審判員、元プロ野球選手（+ 2015年）
- 1934年 - 長門裕之、俳優（+ 2011年）
- 1935年 - 浜村淳、タレント、ラジオパーソナリティ、映画評論家
- 1935年 - 塙嘉彦、編集者（+ 1980年）
- 1935年 - ロニー・ホーキンズ、ロックンロール歌手（+ 2022年）
- 1938年 - 瞳麗子、俳優
- 1938年 - ドナルド・クヌース、数学者、コンピュータ科学者
- 1939年 - 村田満、釣り人（+ 2025年）
- 1939年 - 柴谷光謹、政治家、元大阪府八尾市長（+ 2007年）
- 1941年 - 梁川郁雄、元プロ野球選手
- 1942年 - 小松政夫、コメディアン（+ 2020年）
- 1942年 - ペーター・シュミードル、クラリネット奏者
- 1942年 - ウォルター・ヒル、映画監督
- 1942年 - 嵐山光三郎、編集者、作家、エッセイスト
- 1943年 - 江尻亮、元プロ野球選手、監督
- 1943年 - 石光豊、元俳優
- 1944年 - クリストファー・チェイス＝ダン、社会学者
- 1945年 - ロッド・スチュワート、ロック歌手
- 1945年 - 佐良直美、歌手
- 1946年 - 中村文弥、俳優（+ 2001年）
- 1947年 - 谷畑孝、元政治家
- 1948年 - あおい輝彦、俳優
- 1948年 - 山元二三男、元プロ野球選手
- 1948年 - ドナルド・フェイゲン、ミュージシャン、ソングライター
- 1948年 - ミッシャ・マイスキー、チェリスト
- 1948年 - ベルナール・テブネ、自転車競技選手
- 1948年 - 槇健吾、俳優（+ 2007年）
- 1949年 - 鈴木陽悦、政治家
- 1949年 - ジョージ・フォアマン、プロボクサー（+ 2025年）
- 1949年 - 工富保、漫画編集者（+ 2011年）
- 1950年 - 佐々木一十郎、政治家、元名取市長
- 1950年 - 北畑隆生、官僚
- 1950年 - 中室幹雄、元プロ野球選手
- 1951年 - 仲野裕、声優
- 1951年 - 橋本眞幸、実業家、SUMCO会長
- 1952年 - 高木美也子、生命倫理学者
- 1952年 - 川端誠、絵本作家
- 1952年 - ロー・ボルジェス、歌手
- 1952年 - 青木裕史、歌手 （+ 2020年）
- 1953年 - 曽根陽一、写真家
- 1953年 - 市橋秀彦、元プロ野球選手
- 1953年 - パット・ベネター、シンガーソングライター
- 1954年 - 高橋ゲタ夫、ベーシスト、音楽プロデューサー
- 1955年 - 尾西兼一、脚本家
- 1955年 - ヤスミナ・カドラ、作家
- 1956年 - 大門実紀史、政治家
- 1956年 - 矢内博、調教師、元騎手
- 1958年 - アナトリ・ピサレンコ、重量挙げ選手
- 1959年 - とみさわ千夏、漫画家
- 1960年 - ケルビン・トーベ、元プロ野球選手
- 1960年 - 高田裕司、声優
- 1961年 - 石嶺和彦、元プロ野球選手
- 1961年 - 大畑徹、元プロ野球選手
- 1961年 - 近藤満、元プロ野球選手
- 1961年 - ナージャ・サレルノ＝ソネンバーグ、ヴァイオリニスト
- 1961年 - 西山浩司、俳優、タレント
- 1961年 - 梅田淳、アナウンサー
- 1963年 - 林あまり、歌人
- 1963年 - 河野太郎、政治家
- 1963年 - 欠端光則、元プロ野球選手
- 1963年 - 宣銅烈、元プロ野球選手、監督
- 1963年 - キラ・イワノワ、フィギュアスケート選手（+ 1999年）
- 1964年 - 福王昭仁、元プロ野球選手
- 1964年 - 多田彰文、作曲家
- 1965年 - 田中裕二、お笑いタレント、漫才師（爆笑問題）
- 1965年 - 森田空海、演出家、映画監督
- 1965年 - 平川弘、サッカー選手
- 1966年 - 財前直見、女優
- 1967年 - 棟方公寿、バスケットボール選手、指導者
- 1967年 - 堀田祐美子、プロレスラー
- 1969年 - 野村貴仁、元プロ野球選手
- 1970年 - 森下直親、イラストレーター
- 1970年 - 鈴木てるえ、女優
- 1971年 - 立花陽三、実業家、元楽天野球団社長、廻鮮寿司塩釜港社長
- 1971年 - フランシスコ・フィリォ、空手家
- 1972年 - 山口達也、元歌手、元タレント（元TOKIO）
- 1973年 - ひじおか誠、漫画家
- 1973年 - AKKO、歌手（MY LITTLE LOVER）
- 1973年 - ゲーリー・ラス、元プロ野球選手
- 1974年 - 島崎直也、ケミカルエンターテイナー
- 1974年 - 柚木涼香、声優
- 1974年 - 吉田真由子、女優、タレント
- 1974年 - 根元歳三、脚本家、小説家
- 1974年 - 海田明里、作曲家
- 1974年 - リティク・ローシャン、俳優
- 1975年 - 祖堅正慶、作曲家、音響エンジニア
- 1975年 - 前田剛、声優
- 1975年 - 森岡洋一郎、政治家
- 1976年 - レミー・ボンヤスキー、プロフェッショナルファイター
- 1976年 - イアン・ポールター、プロゴルファー
- 1976年 - 劉国梁、元卓球選手、コーチ
- 1978年 - 三橋加奈子、声優
- 1979年 - 斎藤順道、柔道家
- 1980年 - 仁部智、元プロ野球選手
- 1980年 - 矢内理絵子、将棋棋士
- 1980年 - ペトリ・リンドロス、ミュージシャン
- 1980年 - ブランドン・クローネンバーグ、映画監督
- 1981年 - 戎岡淳一、プロボクサー
- 1981年 - 井村久美子、陸上選手
- 1981年 - 大橋聡子、アナウンサー
- 1981年 - ナスリ・アトウェ（英語版）、ミュージシャン（マジック!）
- 1982年 - 市来光弘[6]、声優
- 1982年 - 福圓美里[7]、声優
- 1982年 - 祐仙勇、声優
- 1982年 - 戸田信太郎、俳優
- 1983年 - 伊藤旭彦、実業家、元プロレスラー
- 1983年 - 石野真美、陸上競技選手
- 1984年 - アレクサンドル・ポポフ、フィギュアスケート選手
- 1984年 - マルアーヌ・シャマフ、サッカー選手
- 1984年 - ハンター・ジョーンズ、プロ野球選手
- 1986年 - 岡崎愛子、車いすアーチェリー選手
- 1986年 - 里中唯、元タレント
- 1986年 - 前田祐二、元プロ野球選手
- 1987年 - 伊藤千晃、歌手（元AAA）
- 1987年 - 佐々木孝介、元野球選手、高校野球指導者
- 1987年 - 巽真悟、元プロ野球選手
- 1987年 - パオロ・エスピーノ、プロ野球選手
- 1988年 - 光上せあら、歌手（元SDN48）
- 1988年 - あべみほ、タレント、グラビアアイドル
- 1988年 - 笹岡莉紗、元ファッションモデル、元女優
- 1988年 - ゾエ・ブラン、フィギュアスケート選手
- 1988年 - ラファエル・ドリス、プロ野球選手
- 1989年 - 内藤理沙、アイドル（美少女クラブ31）
- 1989年 - 石黒英雄、俳優
- 1989年 - 坂井優紀、サッカー選手
- 1989年 - アリエル・ミランダ、プロ野球選手
- 1989年 - ソルジ、アイドル（EXID）
- 1990年 - 石浦将勝、元大相撲力士、年寄23代間垣
- 1990年 - 市村龍、タレント
- 1990年 - 辻詩音、シンガーソングライター
- 1990年 - 林みなほ、アナウンサー、実業家
- 1990年 - 小倉奈々、元AV女優
- 1990年 - 山田摩衣、政治家、元子役
- 1991年 - メラブ・ドバリシビリ、総合格闘家
- 1993年 - 日下部ほたる、モデル、グラビアアイドル
- 1992年 - 西野太盛、俳優
- 1992年 - 徳田公華、女優
- 1992年 - 鈴木実森、アナウンサー
- 1994年 - 柳杏奈、女優、アイドル、DJ
- 1995年 - 高田健太、アイドル（JBJ95、元JBJ）
- 1996年 - 大原櫻子、女優、歌手
- 1996年 - Miyu、モデル
- 1996年 - ヘユン、アイドル（Cherry Bullet）
- 1997年 - 今野鮎莉、元女優
- 1998年 - 松井珠己、バレーボール選手
- 1998年 - オスカー・ゴンザレス、プロ野球選手
- 1999年 - ヨルム、アイドル（宇宙少女）
- 2000年 - 山本草太、フィギュアスケート選手
- 2000年 - 菅原茉椰、アイドル（SKE48）
- 2000年 - シオン、アイドル（ONEUS）
- 2000年 - 希山愛、アイドル（ばってん少女隊）
- 2000年 - 堀迫雅、バレーボール選手
- 2001年 - 新井舞良、ファッションモデル
- 2001年 - 中町綾、YouTuber
- 2002年 - 和智日菜子、タレント
- 2002年 - 石橋克之、サッカー選手
- 2002年 - 鈴木咲香、競輪選手
- 2003年 - プリンス、アイドル （GHOST9）
- 2005年 - パク・ゴヌク（ZEROBASEONE）
- 2006年 - 田中こころ、バスケットボール選手
- 2006年 - 山本愛翔、プロボクサー
- 2006年 - 宝持沙那、ファッションモデル
- 2009年 - 大角ゆき、子役
- 生年不詳(生年非公表) - 浦嶋りんこ、歌手
- 生年不詳(生年非公表)  - 悠佑、歌手（いれいす）
- 生年不詳 - 上平奈波、リポーター、ディスクジョッキー
- 生年不詳 - 天田有希子[8]、声優
- 生年不詳 - 飯島晶子[9]、声優
- 生年不詳 - 和泉忍、声優
- 生年不詳 - 岩村琴美、声優
- 生年不詳 - 早坂愛、声優
- 生年不詳 - 岩本ナオ、漫画家
- 生年不詳 - 河丸慎、漫画家
- 生年不詳 - 紺野比奈子、漫画家（+ 2015年）

## 忌日

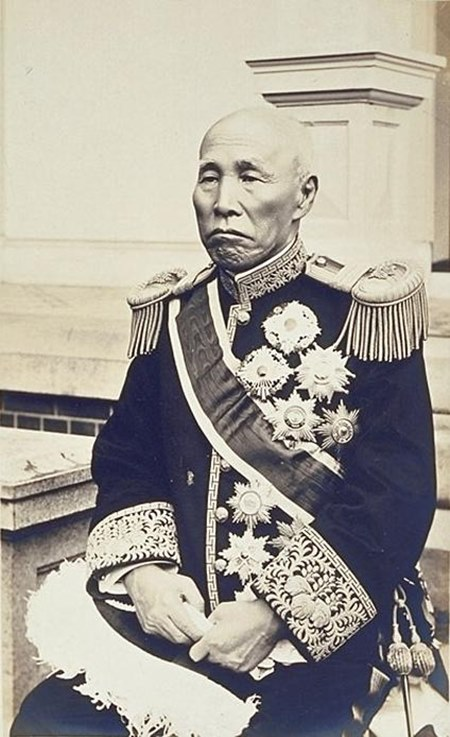
政治家、教育者大隈重信(1838-1922)没。

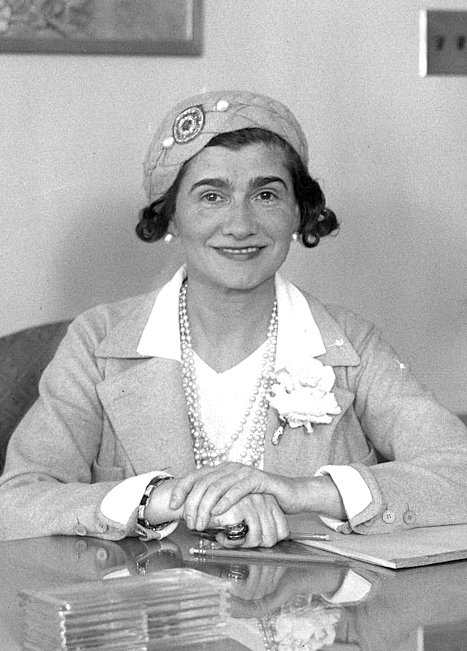
ファッションデザイナーココ・シャネル(1883-1971)没。

- 976年 - ヨハネス1世ツィミスケス、東ローマ帝国皇帝（* 925年）
- 1156年（久寿2年12月16日） - 藤原泰子、鳥羽天皇の皇后（* 1095年）
- 1182年（養和元年12月4日） - 藤原聖子、崇徳天皇の中宮（* 1122年）
- 1645年 - ウィリアム・ロード、カンタベリー大主教（* 1573年）
- 1665年（寛文4年11月24日） - 山内忠義、第2代土佐藩主（* 1592年）
- 1761年 - エドワード・ボスコーエン、英国海軍提督、枢密顧問官、庶民院議員（* 1711年）
- 1778年 - カール・フォン・リンネ、博物学者（* 1707年）
- 1794年 - ゲオルク・フォルスター、博物学者、探検家、革命家（* 1754年）
- 1824年 - ヴィットーリオ・エマヌエーレ1世、第5代サルデーニャ王（* 1759年）
- 1833年 - アドリアン＝マリ・ルジャンドル、数学者（* 1752年）
- 1846年 - エティエンヌ・ピヴェール・ド・セナンクール、小説家（* 1770年）
- 1862年 - サミュエル・コルト、コルト・ファイヤーアームズ創立者（* 1814年）
- 1879年 - ジェーコブ・ビゲロー、医師、植物学者（* 1787年）
- 1895年 - バンジャマン・ゴダール、作曲家（* 1849年）
- 1904年 - ジャン＝レオン・ジェローム、画家、彫刻家（* 1824年）
- 1907年 - エマニュエル・リーマン（英語版）、銀行家、リーマン・ブラザーズ共同創業者（* 1827年）
- 1917年 - バッファロー・ビル、西部開拓時代のガンマン（* 1846年）
- 1919年 - ウォーレス・クレメント・セイビン、物理学者、建築音響学者（* 1868年）
- 1920年 - 芳川顕正、政治家（* 1842年）
- 1922年 - 大隈重信、教育者、第8代・17代内閣総理大臣、東京専門学校（現・早稲田大学）創設者（* 1838年）
- 1926年 - 跡見花蹊、教育者、日本画家、書家学校法人跡見学園創設者（* 1840年）
- 1931年 - 高島北海、日本画家（* 1850年）
- 1934年 - マリヌス・ファン・デア・ルッベ、共産主義者（* 1909年）
- 1935年 - ヴィルジニー・ドゥモン＝ブルトン、画家（* 1859年）
- 1935年 - エドウィン・フラック、陸上競技選手（* 1873年）
- 1941年 - イサイ・シュール、数学者（* 1875年）
- 1941年 - フランク・ブリッジ、作曲家（* 1879年）
- 1942年 - 鉢蝋清香[10]、育種技術者（* 1902年）
- 1946年 - 伊良子清白、詩人（* 1877年）
- 1947年 - 織田作之助、小説家（* 1913年）
- 1947年 - 長谷川テル、社会運動家、エスペランティスト（* 1912年）
- 1951年 - 仁科芳雄、物理学者（* 1890年）
- 1951年 - シンクレア・ルイス、小説家（* 1885年）
- 1957年 - 有馬頼寧、政治家、日本中央競馬会第2代理事長（* 1884年）
- 1957年 - ガブリエラ・ミストラル、詩人、教育者（* 1889年）
- 1961年 - ダシール・ハメット、推理作家（* 1894年）
- 1963年 - タデウシュ・シェリゴフスキ、作曲家（* 1896年）
- 1965年 - 松沢一鶴、競泳選手（* 1900年）
- 1967年 - ラダ・ビノード・パール、法学者、極東国際軍事裁判判事（* 1886年）
- 1968年 - ネル・ホール・ホップマン、テニス選手（* 1909年）
- 1969年 - 藤井米次郎、実業家、元龍角散社長、二代目藤井得三郎（* 1877年）
- 1970年 - パーヴェル・ベリャーエフ、宇宙飛行士（* 1925年）
- 1971年 - ココ・シャネル、ファッションデザイナー（* 1883年）
- 1973年 - 郡司次郎正、小説家、作詞家（* 1905年）
- 1977年 - ルース・ジョーンズ・ウェイクフィールド（英語版）、料理人、チョコチップクッキーレシピ考案者（* 1903年）
- 1976年 - ハウリン・ウルフ、ブルース歌手（* 1910年）
- 1976年 - スティーヴン・ウルマン、言語学者（* 1914年）
- 1981年 - リチャード・ブーン、俳優（* 1917年）
- 1983年 - ロイ・デメイオ、マフィアの構成員（* 1940年）
- 1985年 - アントーン・カラス、ツィター奏者、作曲家（* 1906年）
- 1986年 - 猪谷六合雄、スキー指導者（* 1890年）
- 1986年 - ヤロスラフ・サイフェルト、作家、詩人、ジャーナリスト（* 1901年）
- 1986年 - 長津義司、作曲家（* 1904年）
- 1989年 - 松本重治、ジャーナリスト（* 1899年）
- 1990年 - 益田義信、洋画家（* 1905年）
- 1990年 - 栃錦清隆、大相撲第44代横綱、元日本相撲協会理事長（* 1925年）
- 1990年 - ジュリエット・ベルト、女優、映画監督（* 1947年）
- 1992年 - 松村喜雄、推理作家、評論家（* 1918年）
- 1995年 - 山田栄一、実業家、第三代シチズン時計社長（* 1908年）
- 1996年 - 弘世現、実業家、第五代日本生命社長（* 1904年）
- 1997年 - アレクサンダー・トッド、生化学者（* 1907年）
- 1997年 - 野田弘、教育者、作詞家、元坂出市教育長（* 1919年）
- 1999年 - 神谷宣郎、植物学者、細胞生理学者（* 1913年）
- 2001年 - 中山与志夫、政治家、書家、元塩野町村長、元朝日村長（* 1911年）
- 2002年 - 田中一光、グラフィックデザイナー（* 1930年）
- 2003年 - 浅田敏、地震学者、東京大学名誉教授（* 1919年）
- 2004年 - 日下章、プロ野球選手（* 1927年）
- 2004年 - ジャック・モイヤー、海洋生物学者（* 1929年）
- 2004年 - アレクサンドラ・リプリー、小説家（* 1934年）
- 2005年 - 伊藤完夫、作曲家、オルガン奏者、武蔵野大学名誉教授（* 1906年）
- 2005年 - ジョゼフィーヌ＝シャルロット・ド・ベルジック、ルクセンブルク大公ジャンの妃（* 1927年）
- 2007年 - 阿部保、詩人（* 1910年）
- 2007年 - ブラッドフォード・ウォッシュバーン（英語版）、登山家、写真家、ボストン科学博物館設立者（* 1910年）
- 2007年 - カルロ・ポンティ、映画プロデューサー（* 1912年）
- 2007年 - 木暮正夫、児童文学作家（* 1939年）
- 2008年 - 長沢勝俊、作曲家（* 1923年）
- 2008年 - クリストファー・ボウマン、フィギュアスケート選手（* 1967年）
- 2009年 - シドニー・ウッド、テニス選手（* 1911年）
- 2010年 - 大塚雄司、政治家、第56代建設大臣（* 1929年）
- 2010年 - 田中順一郎、実業家、元三井不動産社長（* 1929年)
- 2011年 - マリア・エレナ・ワルシュ、歌手、詩人、童話作家（* 1930年）
- 2011年 - 秋山義昭、法学者、元小樽商科大学学長、小樽商科大学名誉教授（* 1942年）
- 2012年 - ゲヴォルク・ワルタニャン、旧ソビエト連邦諜報部諜報員（* 1924年）
- 2012年 - 桜井孝雄、プロボクサー（* 1941年）
- 2013年 - 豊田きいち、雑誌編集者、週刊少年サンデー初代編集長、女性セブン初代編集長（* 1925年）
- 2013年 - 山本満、国際政治学者、一橋大学名誉教授（* 1927年）
- 2014年 - 野並豊[11]、実業家、元崎陽軒社長（* 1922年）
- 2014年 - 鳥海巌、実業家、元丸紅社長、元東京国際フォーラム社長、元東京都交響楽団理事長（* 1933年）
- 2014年 - 水沢薫、プロ野球選手（* 1965年）
- 2015年 - 國枝忠雄、実業家、元中部日本放送社長（* 1917年）
- 2015年 - フランチェスコ・ロージ、映画監督（* 1922年）
- 2015年 - 綾部仁喜、俳人（* 1929年）
- 2015年 - チェスキーナ・永江洋子、ハープ奏者、音楽家支援者（* 1932年）
- 2015年 - 都沢凡夫、元バレーボール選手、バレーボール指導者、筑波大学名誉教授（* 1948年）
- 2015年 - ジュニオール・マランダ、サッカー選手（* 1994年）
- 2016年 - 大西信行、劇作家、脚本家（* 1929年）
- 2016年 - 中澤桂、声楽家（* 1933年）
- 2016年 - デヴィッド・ボウイ、ミュージシャン、俳優（* 1947年）
- 2016年 - 南嶌宏、美術評論家（* 1957年）
- 2016年 - 竹田圭吾、ジャーナリスト（* 1964年）
- 2017年 - クレア・ホリングワース（英語版）、ジャーナリスト、作家（* 1911年）
- 2017年 - オリヴァー・スミティーズ、遺伝学者、ノーベル生理学・医学賞受賞者（* 1925年）
- 2017年 - ヴォー・クイー、動物学者（* 1929年）
- 2017年 - アレクセイ・ヤブロコフ、科学者、ロシア科学アカデミー会員（* 1933年）
- 2017年 - ローマン・ヘルツォーク、法学者、政治家、第7代ドイツ大統領（* 1934年）
- 2017年 - 野崎欣宏、アニメプロデューサー（* 1941年）
- 2018年 - 城みさを、織物作家（* 1914年）
- 2019年 - テオ・アダム、バス・バリトン歌手（* 1926年）
- 2019年 - 上田惇生、経営学者、ものつくり大学名誉教授、ドラッカー学会設立者（* 1938年）
- 2019年 - 宇仁貫三、殺陣師（* 1940年）
- 2019年 - 冷泉公裕、俳優、演出家（* 1947年）
- 2020年 - 今成元昭、日本文学者、僧呂（* 1925年）
- 2020年 - ギド・メッシーナ、元自転車競技選手、1952年ヘルシンキ五輪金メダリスト（* 1931年）
- 2020年 - 渡辺利雄、アメリカ文学者、東京大学名誉教授（* 1935年）
- 2020年 - ウォルフガング・ダウナー、ジャズピアニスト（* 1935年）
- 2020年 - カーブース・ビン・サイード、元オマーン国王（* 1940年）
- 2021年 - ナンシー・ウォーカー・ブッシュ・エリス、環境保護論者、政治運動家（* 1926年）
- 2021年 - ユベール・オリオール、ラリーレイドレーサー（* 1952年）
- 2021年 - ジュリー・ストレイン、女優、モデル（* 1962年）
- 2022年 - マルゲリータ・ディ・サヴォイア＝アオスタ、王族、アオスタ公爵家公女（* 1930年）
- 2022年 - 宮内宏二、実業家、元ヤマト運輸（現ヤマトホールディングス）社長（* 1933年）
- 2022年 - 牧野庄三、実業家、元新潟放送社長（* 1934年）
- 2022年 - 水島新司、漫画家（* 1939年）
- 2022年 - ロバート・アラン・アッカーマン、演出家（* 1944年）
- 2023年 - イリネオス、正教会聖職者、元エルサレム総主教（* 1939年）
- 2023年 - コンスタンティノス2世、ギリシャ王国最後の国王（* 1940年）
- 2023年 - ジョージ・ペル、カトリック教会聖職者、枢機卿（* 1941年）
- 2023年 - ジェフ・ベック、ギタリスト（* 1944年）
- 2023年 - ブラック・ウォリアー、プロレスラー、元CMLL世界トリオ王者（* 1969年）
- 2023年 - タイリー・ニコルズ、暴行被害者（* 1993年）
- 2024年 - テリー・ビッスン、SF作家（* 1942年）
- 2025年 - 奥谷喬司、動物学者（* 1931年）
- 2025年 - 佐野成宏、オペラ歌手（* 1965年）
- 2025年 - サム・ムーア、ソウルミュージック・リズム・アンド・ブルースシンガー(サム&デイヴ)（* 1935年）

## 記念日・年中行事
- 成人の日（ 日本）※1月第2月曜日（2000年、2005年、2011年、2022年など）
- ブードゥー祭の日（ ベナン）
- 人民警察節（ 中華人民共和国）
- 110番の日（ 日本）
警察庁が1985年12月に制定し、翌1986年から実施。全国の警察で、ダイヤル110番の有効・適切な利用を呼びかけるキャンペーンが行われる。
- さんま寿司の日（ 日本）
三重県熊野市のさんま寿司保存会が2004年に制定。熊野市の産田神社でこの日に行われる例祭の後の直会で、熊野灘沿岸の郷土食「さんま寿司」の原形とされる寿司が出されることから。
- かんぴょうの日（ 日本）
栃木県は、日本の干瓢生産シェア99％を占める。2000年、干瓢の消費拡大を願い、栃木県園芸特産振興協会（現在のとちぎ農産物マーケティング協会）が記念日として制定。日付は、干瓢の「干」の字が、「一」と「十」の組み合わせから成ることから。
- 明太子の日 （ 日本）
福岡の食品会社ふくやが制定。1949年のこの日に販売を開始したのを記念している。
- 鷹栖観音 千日参り（ 日本）
大分県宇佐市の鷹栖観音で『千日参り』が行なわれる。この日にお参りすると千日お参りしたのと同じご利益があると云われている。鷹栖観音は「知恵観音」とも呼ばれ、参拝者一人ひとりに「知恵餅」が配られる[12]。
- 初金毘羅（ 日本）
毎月10日は金比羅様の縁日だが、新年最初は「初金比羅」と呼ばれ、全国の「こんぴらさん」で『初金比羅』が執り行なれる。
- 十日戎（ 日本）
正月10日に行われる初恵比須のお祭り。「えべっさん」の愛称で親しまれ、近畿以西で広く行われる。大阪市の今宮戎神社、兵庫県の西宮神社、京都府の建仁寺などが有名。前日1月9日を「宵戎」、翌日1月11日を「残り福」と言う。